# Molly Clutton-Brock
Frances Mary "Molly" Clutton-Brock (nascida Frances Mary Allen; 3 de fevereiro de 1912 - 27 de abril de 2013) foi uma terapeuta britânica e trabalhadora jovem, conhecida por ajudar crianças com deficiência física. Ela e seu marido desenvolveram uma fazenda racialmente integrada e Molly desenvolveu centros na Rodésia e em Botswana, onde crianças com deficiência poderiam receber fisioterapia. Ela e seu marido foram expulsos da Rodésia (posteriormente Zimbábue) por não apoiarem o governo de minoria branca.

## Vida
Clutton-Brock nasceu em Disley, em Cheshire. Seus pais eram Frances Hannah (nascida Smalley) e John Nelson Allen. Seu pai era diretor de uma empresa de tabaco, mas morreu quando ela era bebê e ele tinha cerca de 40 anos. Clutton-Brock e sua mãe se mudaram para Eastbourne, na costa sul, após a morte de seu pai. Clutton-Brock foi para a escola em Eastbourne, mas saiu rapidamente quando ela tinha quinze anos e desapareceu para o continente onde viajou pela Europa. Quando Clutton-Brock voltou, ela aprendeu a ensinar artesanato e encontrou trabalho no serviço de borstal. Ela se casou com Guy Clutton-Brock, que era oficial de justiça trabalhando com borstals em 14 de abril de 1934.
Os Clutton-Brocks viveram em Londres no assentamento Oxford House durante a Segunda Guerra Mundial e foi onde sua filha Sarah (também conhecida como Sally Roschnik) nasceu em 1942. Molly decidiu estudar a terapia concebida por Detleff Neumann-Neurode na década de 1920 na Alemanha. Esta era uma forma de fisioterapia pediátrica baseada em exercícios corretivos e fisioterapia. Foi alegado que as condições da curvatura da coluna vertebral (cifose e escoliose) poderiam ser atenuadas.

### Na rodésia
Em 1949, eles viajaram para a Rodésia do Sul para trabalhar na fazenda e na escola de St Faith em Rusape. A fazenda não estava prosperando e os proprietários (a instituição de caridade do St Faith) previram que ela poderia ser assumida pelo governo da Rodésia. Antecipou-se que uma administração mais forte poderia ser estabelecida, mas em vez disso foi formada uma cooperativa. A cooperativa fazia plantações, criava gado e fazia trabalhos de entalhe.
A fazenda coletiva alarmou os observadores por não se basear na discriminação racial, mas na integração. O comissário distrital e os vizinhos da fazenda ficaram surpresos com o fato de a casa tratar a todos com igualdade. A fazenda tornou-se um local para conversas e seu marido esteve envolvido na elaboração da constituição do Congresso Nacional Africano da Rodésia do Sul em 1957. Molly estava ensinando enfermeiras locais sobre as técnicas Neumann-Neurode que podem tratar anormalidades da coluna. Ela começou tratando crianças em uma mesa e logo não havia espaço suficiente para os pacientes infantis que incluíam aqueles que sofriam de poliomielite, distrofia muscular e paralisia cerebral, então a Clínica Mukuwapasi com 35 leitos foi construída.
Em 1960, ela e Guy mudaram-se para o Botswana, financiado pelo Africa Development Trust e a Mukuwapasi Clinic passou a ser gerida por Margaret Shumba (posteriormente Sra. Chiwandamira). Molly continuou a treinar enfermeiras e a estabelecer clínicas com base na terapia que ela usava em crianças pequenas em Botswana. Eles voltaram para a Rodésia para viver em "Cold Comfort Farm" nos arredores de Salisbury, para descobrir que líderes nacionalistas estavam na prisão. A fazenda era frequentemente invadida pelas autoridades na esperança de encontrar armas, mas tudo o que encontraram foram pessoas como Robert Mugabe, Didymus Mutasa e Moven Mahachi, discutindo agricultura e política.
Em 1966 ela e David Hughes fizeram um filme da Clínica Mukuwapasi, este filme é preservado pelo British Film Institute.

### Voltar para a inglaterra
Em 1971, Molly e seu marido perderam a cidadania e foram deportados. A organização que eles fundaram foi declarada ilegal. No ano seguinte, ela e Guy publicaram Cold Comfort Confronted. Retornando ao Reino Unido, eles viveram no Norte de Gales e quando a Rodésia conquistou a independência como Zimbábue, eles decidiram não voltar.
Em 1987, por ocasião do 80º aniversário de Guy, um livro de reminiscências foi publicado no Zimbábue. O livro foi intitulado Guy e Molly Clutton-Brock: Reminiscências de sua família e amigos por ocasião do octogésimo aniversário de Guy e foi editado por Eileen Haddon. Guy morreu em 1995 e foi declarado 'Herói do Zimbabué'. Molly morreu em 2013.